# Alberto Borregán
Borregán  Rodríguez est un nom espagnol. Le premier nom de famille, en général paternel, est Borregán ; le second, en général maternel, souvent omis, est Rodríguez.
Alberto Borregán i Rodríguez, né le 16 août 1977 à Barcelone, est un joueur catalan de rink hockey. Il joue actuellement au FC Barcelone où il était depuis la saison 2007/08 capitaine de l'équipe. Il a été international espagnol à plusieurs reprises et a été capitaine de l'équipe d'Espagne.